# Send (Surrey)
Send ist ein Dorf in der Grafschaft Surrey im Süden Englands.
Der Ort im Borough of Guildford war von 1948 bis 1959 Sitz des Rennautoherstellers Connaught Engineering, bei dem u. a. Bernie Ecclestone als Fahrer tätig war.
Seit 1962 besteht hier ein Frauengefängnis des Her Majesty’s Prison Service mit knapp 300 Insassinnen.